# ピーター・パン
1904年に発表された戯曲『ピーター・パン：大人にならない少年』（Peter Pan; or, the Boy Who Wouldn't Grow Up）、1911年に発表された小説『ピーターとウェンディ』（Peter and Wendy）はイギリス・スコットランドの作家ジェームス・マシュー・バリーの作品。空を飛ぶことができる少年ピーター・パンが架空の国ネバーランドで冒険する物語である。
タイトルロールである主人公ピーター・パンの初出は小説『小さな白い鳥』（The Little White Bird　1902）。そこからピーター・パンを描いている部分を抜き出し、May Byronが再話したものが『ケンジントン公園のピーター・パン』（Peter Pan in Kensington Gardens）で、1906年に出版された。
『ピーター･パンとウェンディ』（Peter Pan and Wendy）という類似の題の小説があるが、これは『ピーターとウェンディ』をMay Byronが再話したもので、1915年に出版された。この他の初期の再話はDaniel O'Connorの『ピーター・パンの物語』（The Story of Peter Pan）がある。これは戯曲『ピーター・パン：大人にならない少年』をDaniel O'Connorが小説化したもので、1907年にThe Peter Pan Keepsakeとして劇場で販売。のちにThe Peter Pan Picture Bookと改題したものが出版された。
戯曲は何度も手直しされ、1928年に台本『ピーター・パン：大人にならない少年』（Peter Pan; or The Boy Who Would Not Grow Up）が出版された。

## 概要
ピーター・パンはロンドンのケンジントン公園で乳母車から落ちたところをベビーシッターに見つけられず迷子となったことから年を取らなくなり、海賊のフック船長やインディアンのタイガーリリーが住む異世界・ネヴァー・ネヴァー・ランド（ネバーランド）に移り住み妖精・ティンカーベルと共に冒険の日々を送る永遠の少年である。
ネバーランドにはピーターと同じように親とはぐれた迷子の子どもたち（ロストボーイズ）がおり、ピーターは彼らのリーダー的な存在である。

## 登場人物
- ピーター・パン
- ウェンディ・モイラー・アンジェラ・ダーリング（ウェンディ）
- ティンカー・ベル
- ジョン・ダーリング
- マイケル・ダーリング
- ロストボーイズ
  - カーリー（ディズニー映画ではカビー）
  - スライトリー
  - ツインズ
  - ニブス
  - トゥートルズ
- タイガーリリー
- ジョージ・ダーリング
- メアリー・ダーリング
- フック船長
- ミスター・スミー
- ナナ - 犬ではあるが、裕福ではないダーリング夫妻はナニーを雇う余裕がないので、代わりを務めている。

## ピーター・パンと著作権法
原作者・バリーは「金額を決して公表しないこと」を条件に「ピーター・パン」の著作権を1929年4月にロンドンのグレート・オーモンド・ストリート病院へ寄付している。バリーは1937年に死去。当時のイギリスの著作権・意匠及び特許法では著作権の保護期間を著作者の死後50年間と定めていたことからイギリス政府及び議会は1987年12月31日の著作権保護期間満了に前後して301条へ以下の規定を追加した。
この規定は事実上、本作に対して報酬請求権を永続させるものであるが、著作権法は属地的効力しか有せず、著作権の準拠法は著作物の利用地法に従うと理解されているため、イギリス国外における「ピーター・パン」の利用に関してこの規定が適用されることはなく、専ら利用地で保護期間が満了しているか否かによる。
その後、イギリスでは1995年にEU指令施行のため著作権の保護期間が著作者の死後70年間に延長され、本作に対しても遡及適用されたことから2007年までの12年間は著作権が復活したがグレート・オーモンド・ストリート病院慈善団体では2007年12月31日の保護期間満了（ただし、イギリス国内における報酬請求権は前述の「301条特例」に伴い同条が廃止されない限り存続する）を目前に控えた2004年より「ピーター・パン生誕100周年記念事業」として正規の続編執筆者を公募。その結果、児童文学作家ジェラルディン・マコックランの書いた「ピーター・パン イン スカーレット」が原作と同様、一切の権利を財団に譲渡することを条件として2006年にオックスフォード大学出版局より刊行された。日本語版は同年11月30日に小学館より刊行。
- こだまともこ訳 ISBN 9784092905344

## 邦訳
小説『ピーターとウェンディ』
- 楠山正雄訳『ピーター・パン』 赤い鳥社 1921年
- 村上正雄訳『ピーター・パン』 春秋社 1927年
- 菊池寛・芥川龍之介共訳『ピーターパン』 興文社・文芸春秋社 1929年
- 中村星湖訳『ピーターパン』 平凡社 1931年
- 森村豊訳『ピーターパンと一少女』 主婦之友社「世界名作家庭文庫6」 1940年
- 厨川圭子訳『ピーター・パン』 岩波書店 1954年
- 石井桃子訳『ピーター・パンとウェンディ』 岩波文庫 岩波書店 1957年
  - 石井桃子訳『ピーター・パンとウェンディ』 福音館書店「福音館古典童話シリーズ5」 1972年4月 ISBN 978-4-8340-0309-3
  - 石井桃子訳『ピーター・パンとウェンディ』 福音館文庫 福音館書店 2003年 ISBN 978-4-8340-0622-3
- 秋田博訳『ピーター・パンとウェンデー』 角川文庫 角川書店 1978年
  - 秋田博訳『ピーター・パンの冒険』 角川文庫 角川書店 1988年11月1日 ISBN 978-4-04-242301-0
  - 秋田博訳『ピーターパン』 角川文庫 角川書店 2004年3月25日 ISBN 978-4-04-242302-7
- 高杉一郎訳『ピーター・パン』 講談社文庫 講談社 1987年11月15日 ISBN 978-4-06-183387-6
- 芹生一訳『ピーター・パンとウェンディ』 偕成社文庫 偕成社 1989年 ISBN 978-4-03-651680-3
- 河合祥一郎訳『新訳 ピーター・パン』 角川つばさ文庫 角川書店 2013年1月10日 ISBN 978-4-04-631273-0
- 大久保寛訳『ピーター・パンとウェンディ』 新潮文庫 新潮社 2015年 ISBN 978-4-10-210402-6

抄訳や再話、詳細不明のもの。
- 河井鞠子訳「ピーター・パン物語」『女学生』大正11年1月 - 7月 研究社 1922年
- 荒木滋子訳『ピーターパン』 国際情報社 1926年
- 鈴木三重吉訳｢ピーター・パン」『赤い鳥』昭和2年5月 - 10月 赤い鳥社 1927年
- 立石美和訳『ピーターパン物語』 金の星社 1927年
- 三好十郎訳注『ピーター・パン』 英文名作文庫 英文学社 1929年
- 宍戸儀一訳『ピーター・パン』 小山書店 1936年
- 平田昭吾著『ピーター・パン』 ポプラ社「世界名作ファンタジー28」 1987年 ISBN 978-4-59-102584-0
  - 平田昭吾著『ピーター・パン』 ポプラ社「世界名作ファンタジー34」 1990年 ISBN 978-4-59-102584-0
- 飯島淳秀訳『ピーター・パン』 青い鳥文庫 講談社 1988年12月10日 ISBN 978-4-06-147258-7
- 大石真子訳『ピーター・パン』 集英社「子どものための世界文学の森17」 1994年3月23日 ISBN 978-4-08-274017-7
- 佐伯泰樹訳『ピーター・パン』 中央公論社 1995年11月 ISBN 978-4-12-002492-4
- 柿沼美浩著『ピーターパン』 永岡書店「世界名作アニメ絵本12」 1999年1月1日 ISBN 978-4-52-218112-6
- 厨川圭子訳『ピーター・パン』 岩波少年文庫 岩波書店 2000年11月17日 ISBN 978-4-00-114073-6
- 高杉一郎訳『ピーター・パン』 青い鳥文庫 講談社 2010年11月17日 ISBN 978-4-06-285181-7
- 班目三保訳『ピーター・パン』 ポプラポケット文庫 ポプラ社 2015年1月2日 ISBN 978-4-59-108845-6
- 代田亜香子訳『ピーターパン』 小学館ジュニア文庫「世界名作シリーズ」 小学館 2017年12月20日 ISBN 978-4-09-231202-9
- 石井睦美著『ピーター・パン』 ポプラ社「ポプラ世界名作童話21」 2018年2月 ISBN 978-4-59-115701-5

台本『ピーター・パン：大人にならない少年』
- 北村喜八訳「ピーター・パン」『世界少年少女文学全集31 世界児童劇集』 創元社 1954年
- 塗木桂子訳『大人になりたくないピーターパン』 大阪教育図書 2006年 ISBN 978-4-271-11475-8

## 関連作品

### 映画
- ピーター・パン（1924年、アメリカ映画、サイレント）
- ピーター・パン（1953年、アメリカ映画、アニメ）
- フック（1991年、アメリカ映画）
- ピーター・パン2 ネバーランドの秘密（2002年、アメリカ映画、アニメ、ビデオ映画、1953年版の続編）
- ピーター・パン（2003年、アメリカ映画）
- ネバーランド（2004年、アメリカ・イギリス映画、主演：ジョニー・デップ、ケイト・ウィンスレット）
- PAN 〜ネバーランド、夢のはじまり〜（2015年、アメリカ映画、主演：リーヴァイ・ミラー（英語版）、ヒュー・ジャックマン）

### その他
ディズニー
『ピーター・パンとウェンディ』は1953年、ディズニー社によってアニメーション映画となったほか、度々ミュージカルとしても上演されている。ディズニーアニメ版は非常に有名で、シンプルに楽しめる作品である。詳細はピーター・パン (1953年の映画)を参照。
ミュージカル
イギリスやアメリカでも上演されているが、日本ではホリプロ制作のものが有名。詳細はピーター・パン (ミュージカル)を参照。
テレビ番組
フジテレビ系列の『ハウス世界名作劇場』で1989年1月15日から同年12月24日まで『ピーターパンの冒険』として放映された。
2011年にはDQエンタテインメントとメゾット・アニメーションとの共同制作で『ピーターパン 新たなる冒険』がフランス3などで放送。